# Palestra Itália Futebol Clube
El Palestra Itália Futebol Clube fue un equipo de fútbol de Brasil que jugó en el Campeonato Paranaense, la primera división del estado de Paraná.

## Historia
Fue fundado el 7 de enero de 1921 en el municipio de Curitiba, la capital del estado de Paraná por iniciativa de Àngelo Goria, superintendente del Banco Franco-Italiano, junto a otros descendientes de italianos con el fin de crear a un club de fútbol que representara a la comunidad italiana del estado de Paraná.
Ese mismo año se une al Campeonato Paranaense, llegando a la final en su primera participación perdiendo ante el Britânia Sport Club, el equipo más dominante del estado, con un equipo conformado en su mayoría por jugadores provenientes del estado de Sao Paulo. En 1924 logra ganar su primer título estatal, un año después sería campeón del torneo inicio por primera vez, y en 1926 sería campeón estatal por segunda ocasión.
Lograría ser campeón del estado por tercera vez en 1932, y durante la Segunda Guerra Mundial el club pasaría a llamarse Paranaense FC, cambiando su nombre a inicios de los años 1940 por Comercial FC y al finalizar la Segunda Guerra Mundial por Palmeiras FC, para que en 1950 regresara a su denominación original.
En 1952 llega a la final del Campeonato Paranaense por segunda vez, pero es derrotado, desapareciendo el 29 de junio de 1971 luego de que se fusiona con el Britânia Sport Club y el Clube Atlético Ferroviário para dar origen al Colorado Esporte Clube.

## Palmarés
- Campeonato Paranaense: 3

1924, 1926, 1932
- Torneo Inicio de Paraná: 3

1925, 1929, 1931

## Jugadores

### Jugadores destacados
- Rodolpho Patesko
- Hermógenes Bartolomei